# Epiphragma (Epiphragma) histrio
Epiphragma (Epiphragma) histrio is een tweevleugelige uit de familie steltmuggen (Limoniidae). De soort komt voor in het Neotropisch gebied.